# لونا لئوپولد
لونا لئوپولد (به انگلیسی: Luna Bergere Leopold) ژئومورفولوژیست و هیدرولوژیست برجسته اهل آمریکا (۲۰۰۶–۱۹۱۵) است. او مدرک کارشناسی مهندسی عمران را از دانشگاه ویسکانسین-مدیسن در سال ۱۹۳۶ و کارشناسی ارشد فیزیک و هواشناسی را از دانشگاه کالیفرنیا، لس‌آنجلس در سال ۱۹۴۴ دریافت کرد. لئوپولد در سال ۱۹۵۰ موفق به دریافت دکتری زمین‌شناسی از دانشگاه هاروارد شد.
لونا لئوپولد به‌دلیل کارهای میدانی گسترده در زمینه ژئومورفولوژی رودخانهای و کتاب‌های کلاسیک ژئومورفولوژی مانند «فرایندهای رودخانه‌ای در ژئومورفولوژی» معروف است.
لئوپولد از سال ۱۹۳۷ تا ۱۹۴۰ به‌عنوان مهندس در سازمان حفاطت خاک آمریکا در نیومکزیکو به فعالیت پرداخت. او پس از مدتی کار در تفنگداران هوایی ارتش ایالات متحده، در سال ۱۹۵۰ به سازمان زمین‌شناسی آمریکا پیوست و تا سال ۱۹۷۲ به‌عنوان مهندس هیدرولیک و هیدرولوژیست در آن‌جا به‌کار مشغول بود. در سال ۱۹۷۲ لئوپولد به عنوان استاد به دپارتمان زمین‌شناسی و ژئوفیزیک و دپارتمان معماری چشم‌انداز دانشگاه کالیفرنیا، برکلی پیوست. او در سال ۱۹۸۶ بازنشسته شد و تا زمان مرگش در سال ۲۰۰۶ به عنوان استاد بازنشسته به تدریس مشغول بود.

## جایزه‌ها و نشان‌ها
- ۱۹۵۸: جایزه کیرک بریان از جامعه زمین‌شناسی آمریکا
- ۱۹۶۸: جایزه جغرافیایی کالوم از انجمن جغرافیای آمریکا
- ۱۹۷۳: جایزه وارن از آکادمی ملی علوم آمریکا
- ۱۹۸۰: دکترای افتخاری از دانشگاه ویسکانسین
- ۱۹۸۱: دکترای افتخاری از دانشگاه سنت اندروز اسکاتلند
- ۱۹۹۱: برنده نشان ملی علوم
- ۱۹۹۲: برنده مدال رابرت هورتون
- ۲۰۰۶: برنده مدال بنجامین فرانکلین در علوم زمین